# Parafia św. Jana Chrzciciela w Tuczępach
Parafia Świętego Jana Chrzciciela – parafia rzymskokatolicka w Tuczępach (diecezja kielecka, dekanat stopnicki). Erygowana w 1470. Duszpasterstwo w niej prowadzą księża diecezjalni.